# Europastraße 76
Die Europastraße 76 (kurz: E 76) ist eine Europastraße, die allein durch Italien – durch die Toskana – führt. Sie beginnt als Abzweig von der Europastraße 80 bei Pisa und führt in west-östlicher Richtung an Lucca, Pistoia und Prato nach Florenz. So werden die Europastraßen E 80 und E 35 miteinander verbunden. Die Europastraße 76 ist streckenidentisch mit der Autostrada A11.
Die Europastraße ist weitgehend mautpflichtig. Sie endet in Florenz am Flughafen, gemeinsam mit der A 11.